# أندرسون (لاعب كرة قدم برازيلي)
أندرسون هو لاعب كرة قدم برازيلي في مركز حراسة المرمى، ولد في 5 مارس 1998 في ريبيراو بيريس في البرازيل. لعب مع نادي سانتا كروز.